# Triumfetta arborescens
Triumfetta arborescens là một loài thực vật có hoa trong họ Cẩm quỳ. Loài này được (Seem.) Sprague miêu tả khoa học đầu tiên năm 1923.